# 永不忘記
「永不忘記」（日语：ずっと忘れない）是SMAP的第7張單曲，於1993年3月3日由Victor Entertainment發行。

## 簡介
- 「永不忘記」同時收錄在1995年1月1日發售的《Cool》及2001年3月23日發售的《Smap Vest》，收錄在1993年7月7日發售的《SMAP 004》是專輯版本，而B面歌曲沒有收錄在任何專輯。

## 收錄歌曲
1. 永不忘記
  - 作詞:森浩美 / 作曲:馬飼野康二 / 編曲:長岡成貢
2. 君を微笑みにかえて
  - 作詞:久和カノン  / 作曲:田村信二 / 編曲:新川博
3. 永不忘記 (Original Karaoke)
4. 君を微笑みにかえて (Original Karaoke)

## 相關連結
- 永不忘記 （页面存档备份，存于） （Victor Entertainment）（日語）